# Albinia
Albinia est une frazione située sur la commune de Orbetello, province de Grosseto, en Toscane, Italie. Au moment du recensement de 2011 sa population était de 2 926 habitants.

## Géographie
Le hameau est situé dans la Maremme sur la côte tyrrhénienne, à l'embouchure de le fleuve Albegna, donc le nom (en latin Albinia), à 30 km au sud de la ville de Grosseto.

## Monuments
- Église Maria Santissima delle Grazie, conçue par l'ingénieur Ernesto Ganelli (en) et construite entre 1953 et 1957[1],[2]
- Fort des Salines (XVe siècle), forteresse construite par les Siennois et modifiée par le Royaume d'Espagne en 1630 pour contrôler les marais salants environnants[3]